# Église du Saint-Esprit (Vilnius)
Pour les articles homonymes, voir Église du Saint-Esprit.
L'église du Saint-Esprit et l'ancien couvent dominicain attenant, font partie d'un ensemble baroque du centre historique de la ville de Vilnius. L'église, dont le plan est en croix latine, a trois nefs, mesure 57 m de long pour 26 m de large et peut contenir 1 450 fidèles. Elle appartient à l'archidiocèse de Vilnius et les messes quotidiennes y sont célébrées en langue polonaise.

## Histoire

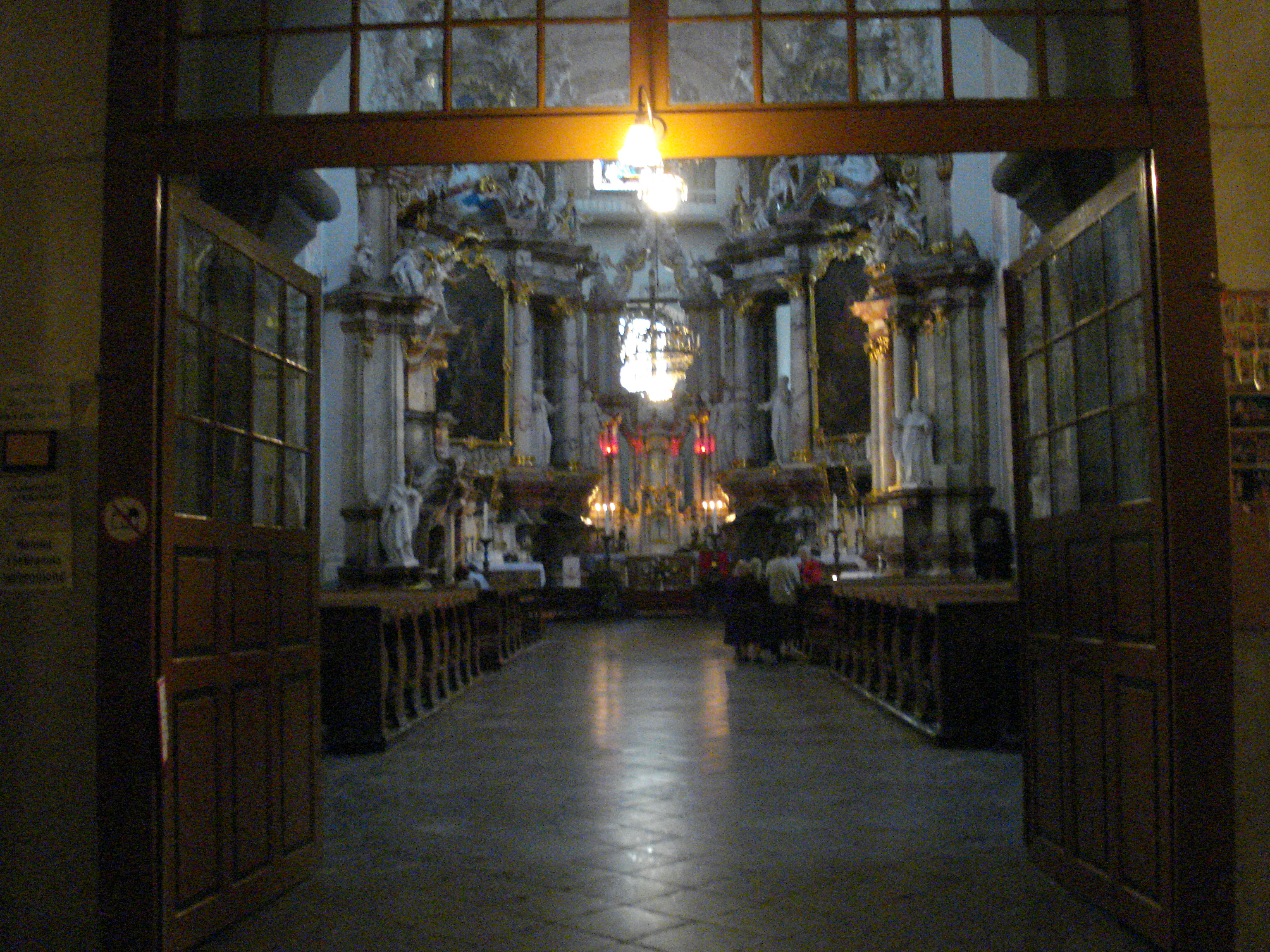
Intérieur de l'église

L'église se trouve sur l'emplacement d'une ancienne église gothique. Lorsque les Dominicains arrivent à Vilnius en 1501 à l'invitation du roi Alexandre Ier Jagellon, celui-ci leur fait don de l'église et l'évêque Adalbert Thabor d'un terrain annexe pour y construire leur couvent. L'église est reconstruite plusieurs fois au cours du XVIIe siècle, à cause de guerres ou d'incendies citadins. Finalement une nouvelle église est consacrée en 1688. Elle est endommagée par les troupes du roi de Suède en 1702, mais surtout est ravagée par les incendies de la première moitié du XVIIIe siècle (notamment celui de 1748). Les magnifiques grandes orgues sont détruites. Il ne restait que les murs et quelques ornements. De grands seigneurs, dont les Radziwill et les Pac, viennent en aide aux Dominicains, si bien que l'église du Saint-Esprit est terminée en 1770 et redécorée dans le style rococo.
Les troupes napoléoniennes entrent dans Vilna (nom officiel de la ville pendant la période de l'Empire russe, jusqu'en 1915) en juin 1812, mais comme le remarque Napoléon lui-même (il loge dans la maison du gouverneur, où habitait juste avant lui l'empereur Alexandre) la population polonaise locale, contrairement aux Polonais de l'intérieur, l'accueille sans aucun enthousiasme Et pour cause, les troupes ferment les grandes églises pour s'en servir de caserne ou de grange à foin. Celle du Saint-Esprit n'y échappe pas et le mobilier liturgique est dérobé. Elle est restaurée entre 1813 et 1815.
Comme d'autres monastères catholiques de la ville, les autorités impériales finissent par confisquer le couvent en 1844, après des émeutes patriotiques polonaises (la ville restera jusqu'en 1945 une ville majoritairement polonaise) et l'église dès lors devient simple église paroissiale, tandis que les Frères prêcheurs doivent quitter la ville. L'ancien couvent sert de prison temporaire aux insurgés de 1863.
Le pape Jean-Paul II rend visite à la communauté d'origine polonaise, en ses murs, le 5 septembre 1993, accompagné du primat de Pologne, Mgr Glemp et du vice-premier ministre de Pologne. Malheureusement l'expression utilisée dans le discours officiel du Pape de Lituaniens d'origine polonaise provoque une certaine émotion de la part d'une partie de la communauté, préférant celle de Polonais de Lituanie.
L'église a perdu en 2005 son icône principale, le tableau miraculeux de la Miséricorde Divine, peint en 1934 d'après les instructions de Sœur Faustine que l'archevêque de Vilnius, le cardinal Backis, a décidé de transférer un peu plus loin dans une église récemment rendue au culte, l'église de la Trinité. Cette décision a été prise pour ne pas laisser uniquement aux Polonais la garde de cette icône, et pour permettre aux deux communautés de prier ensemble. Cette décision a provoqué des protestations des paroissiens et des Polonais de Lituanie.

## Galerie

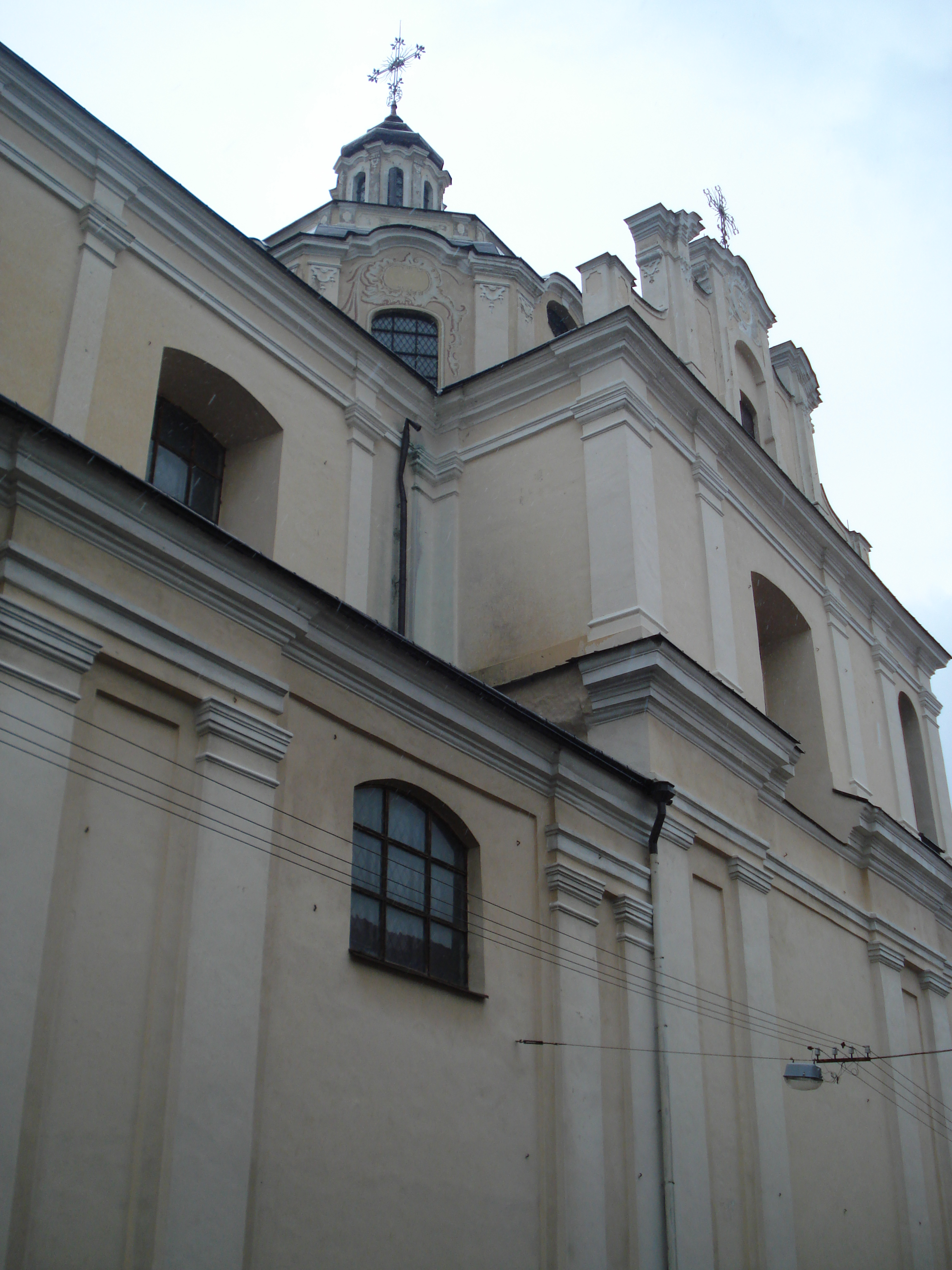
L'église du côté de la rue des Dominicains
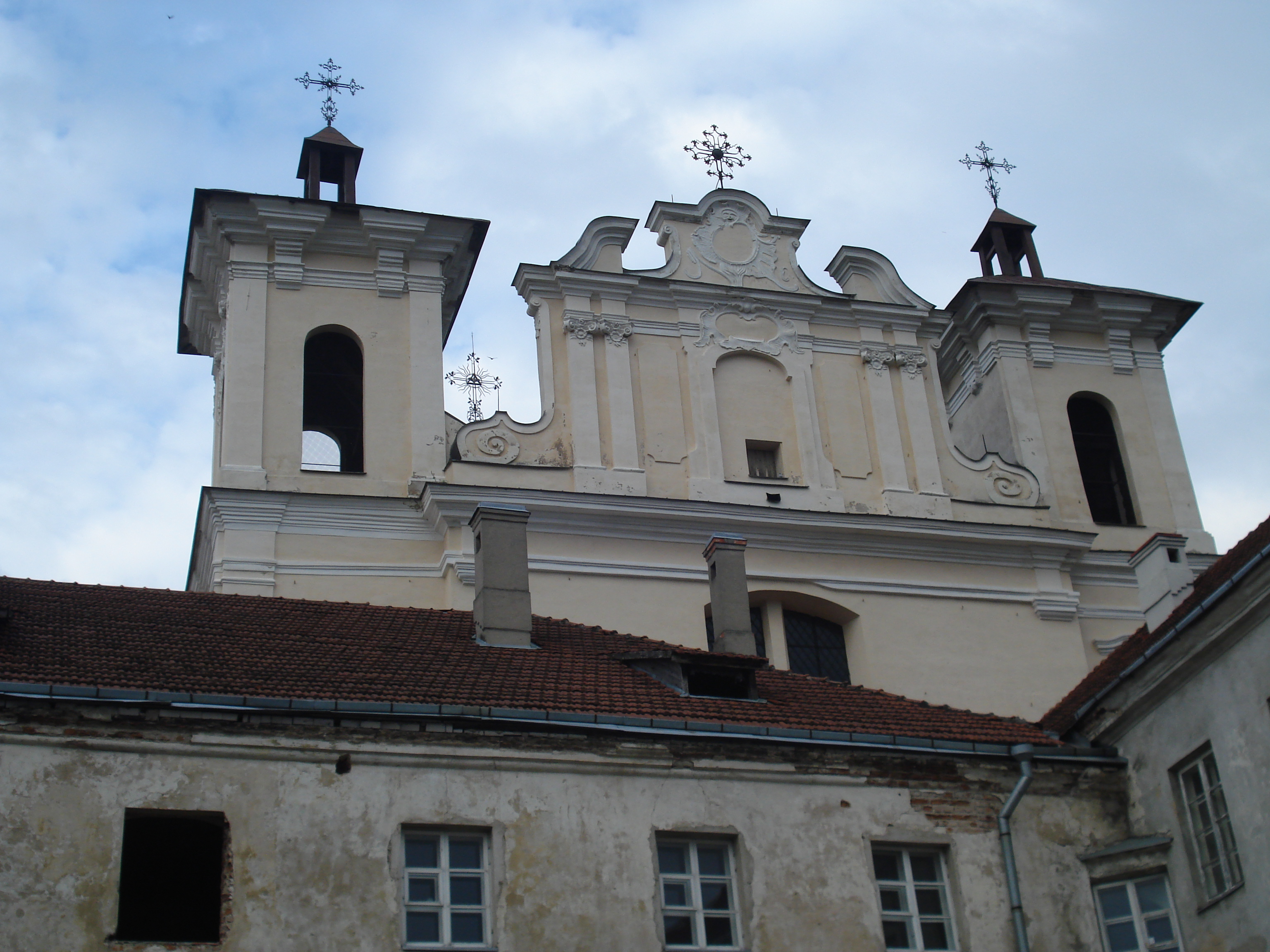
Les clochers au-dessus du fronton
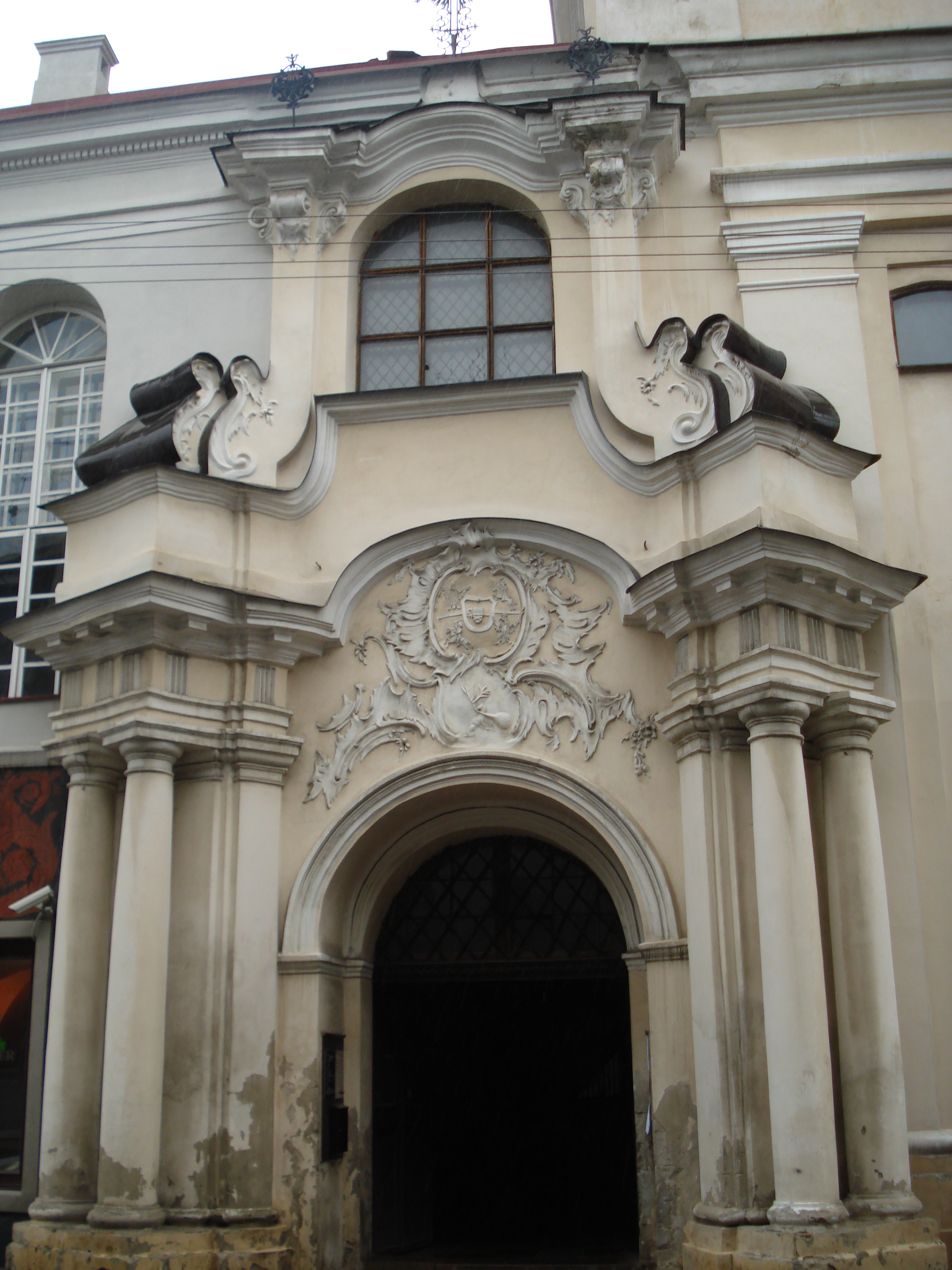
Entrée de l'église
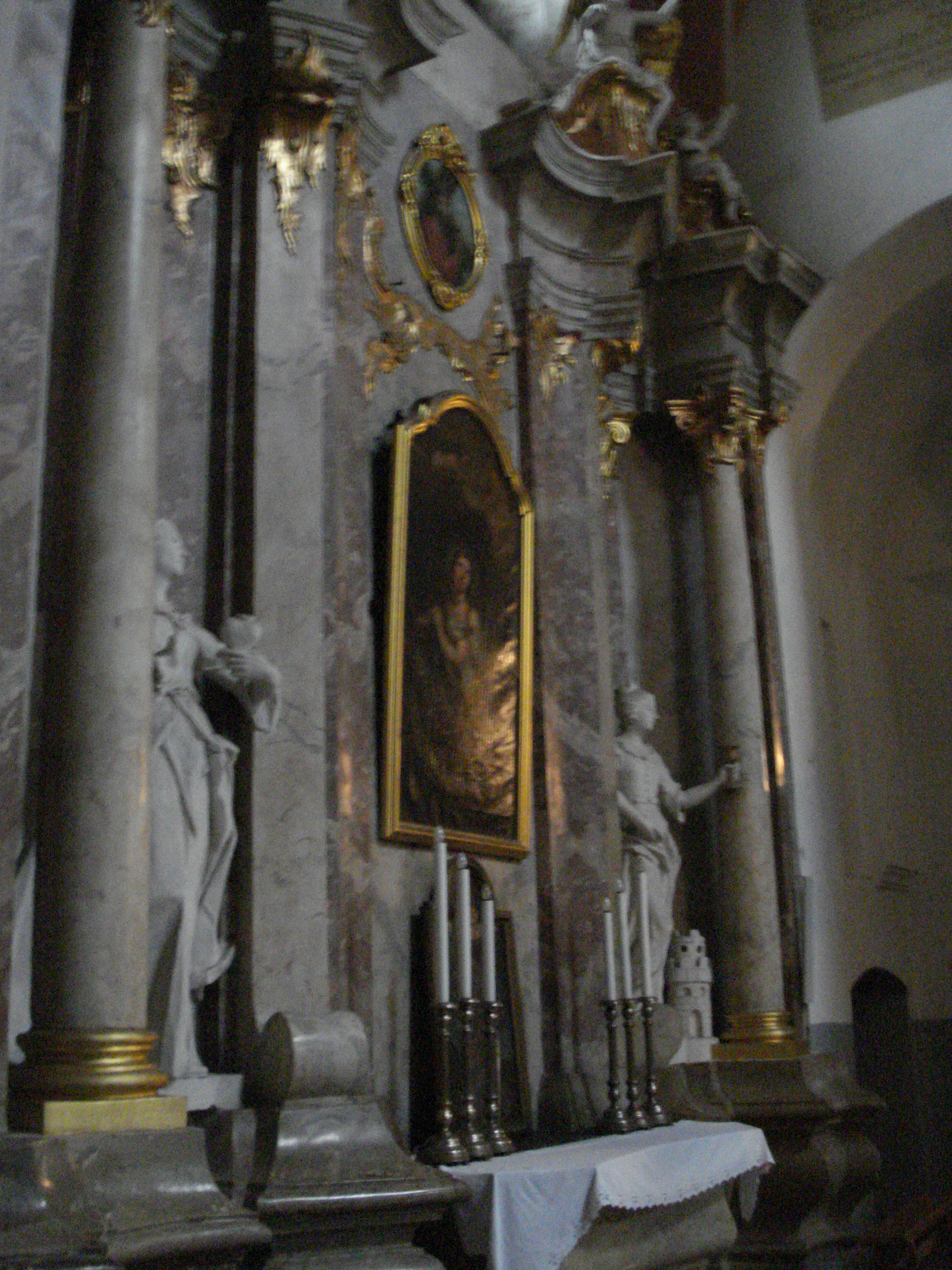
Autel latéral
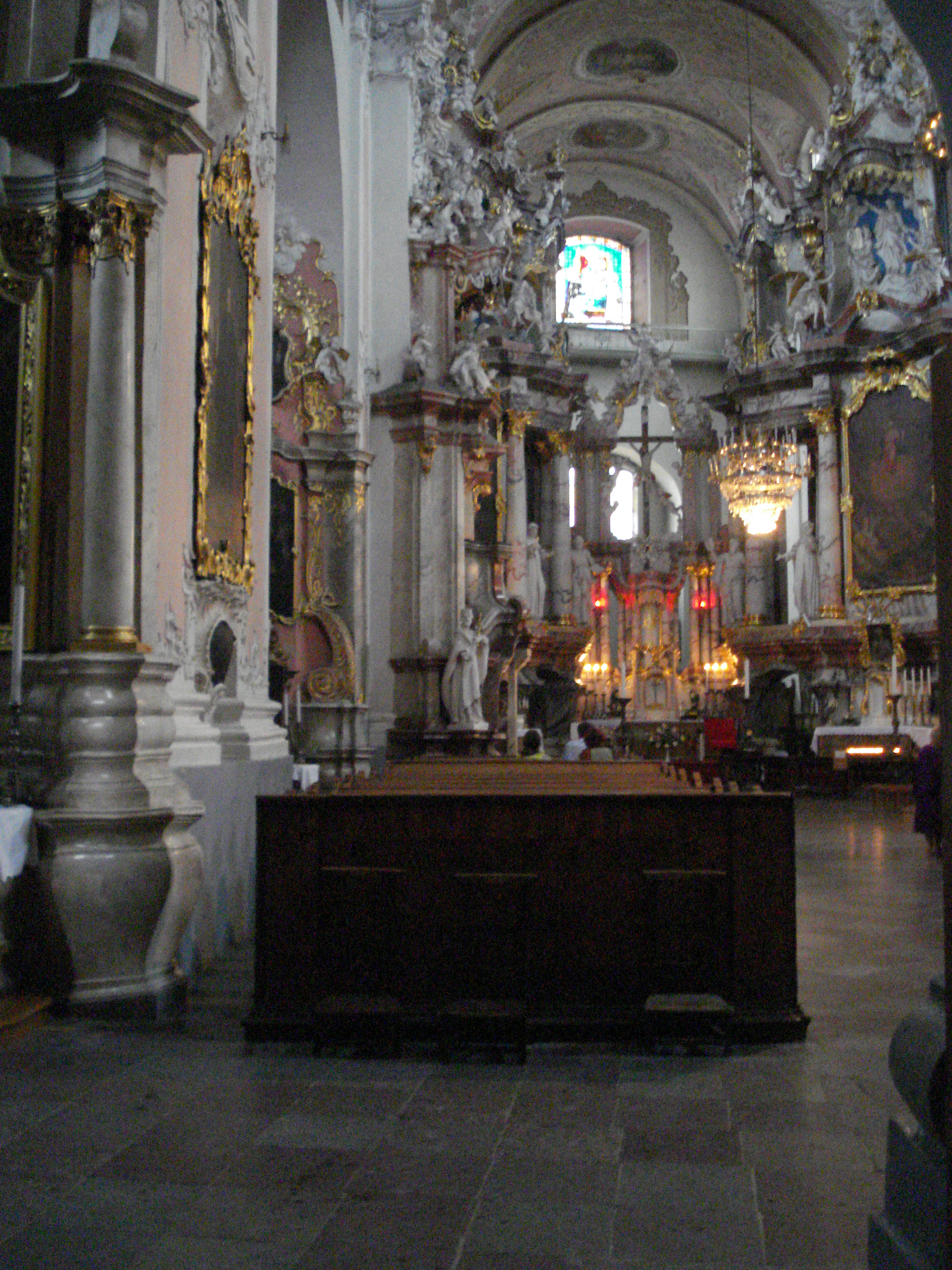
Intérieur de l'église
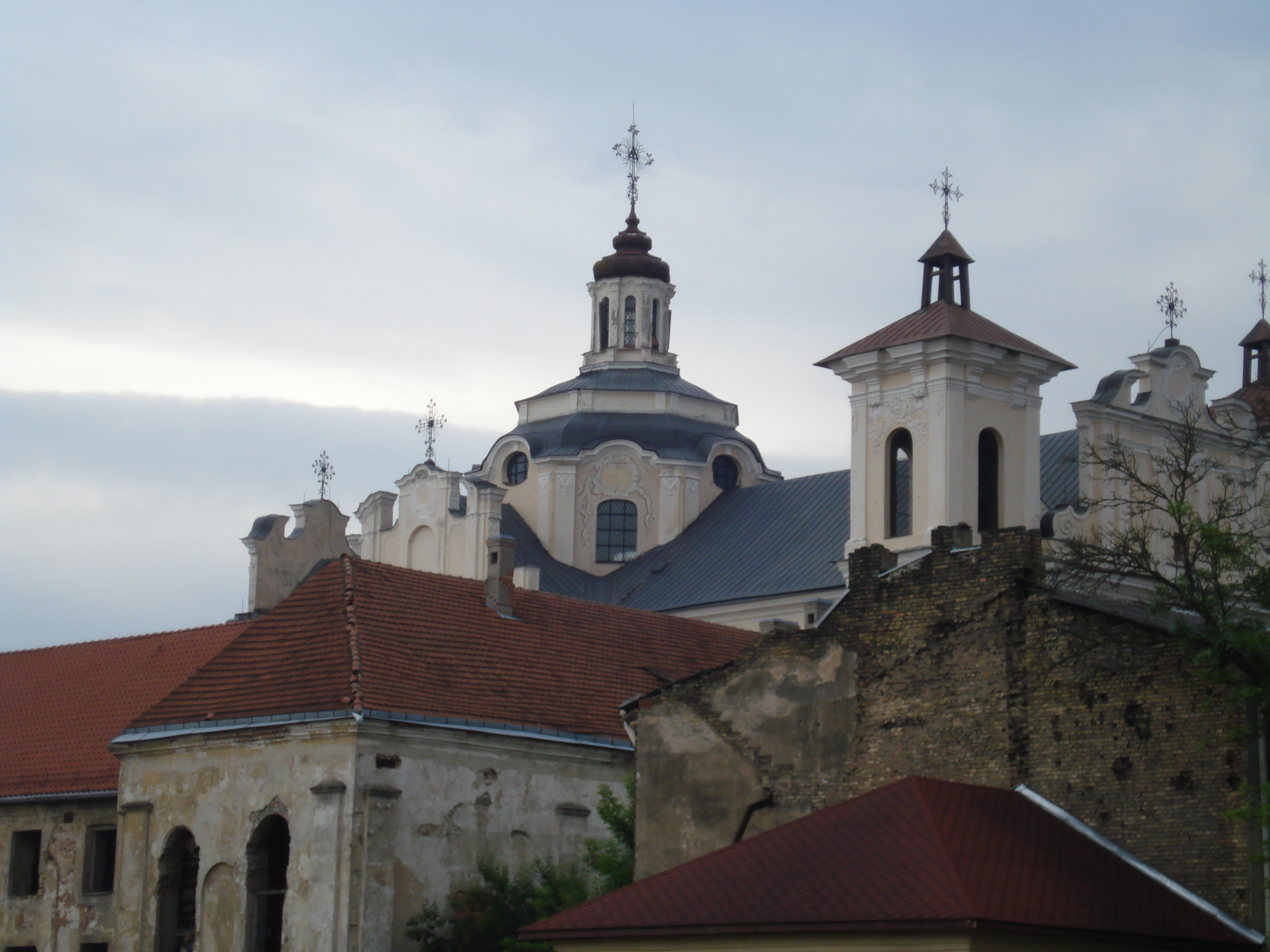
Vue de l'ancien couvent
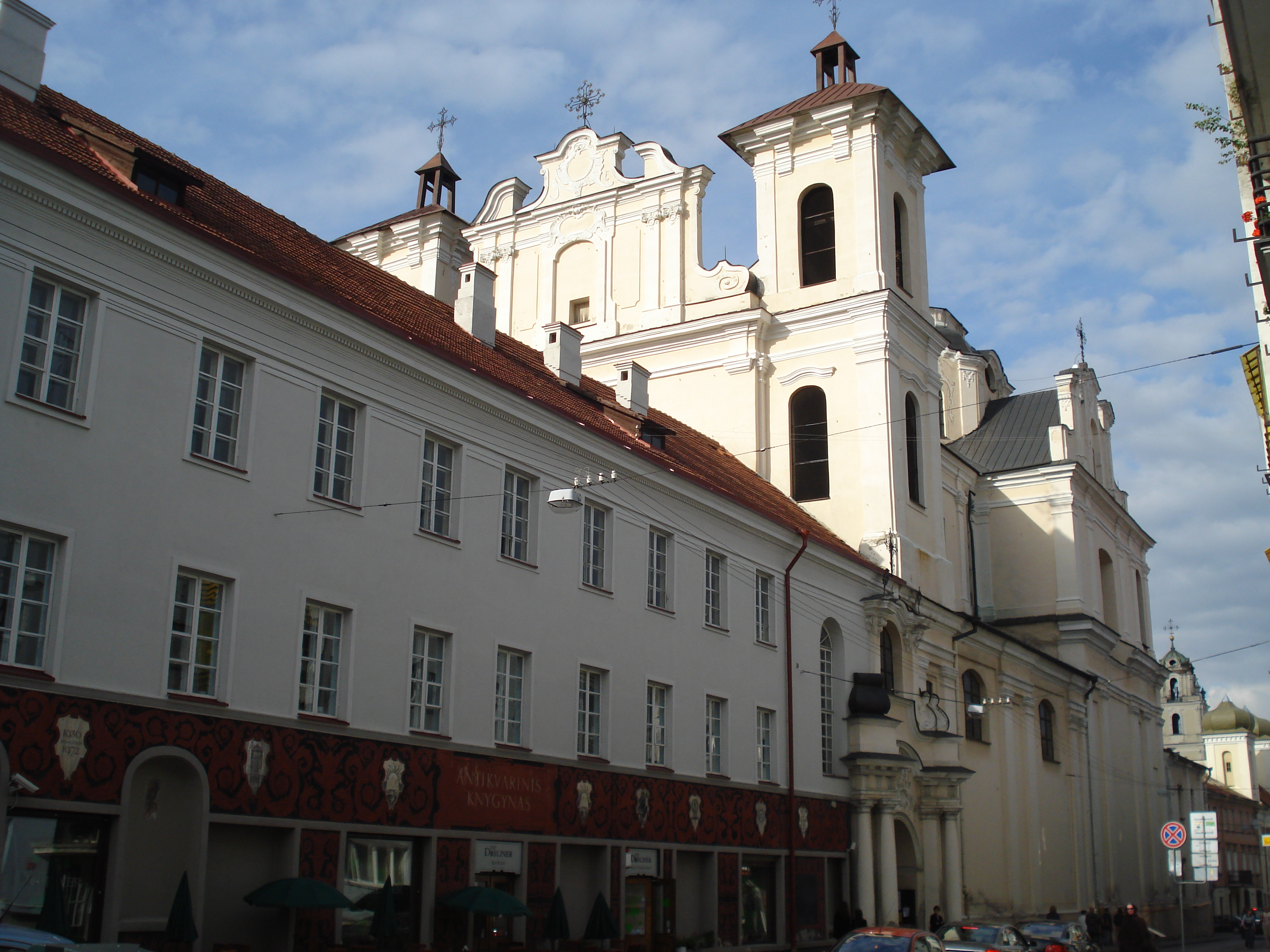
Façade de l'ancienne infirmerie des Dominicains